# Estonia en los Juegos Olímpicos de Berlín 1936
Estonia estuvo representada en los Juegos Olímpicos de Berlín 1936 por un total de 33 deportistas que compitieron en 8 deportes.  
El portador de la bandera en la ceremonia de apertura fue el jugador de baloncesto Erich Altosaar.

## Medallistas
El equipo olímpico estonio obtuvo las siguientes medallas:
| Nombre            | Deporte            | Competición      |
| ----------------- | ------------------ | ---------------- |
| Oro               |                    |                  |
| Kristjan Palusalu | Lucha grecorromana | +87 kg M         |
| Kristjan Palusalu | Lucha libre        | +87 kg M         |
| Plata             |                    |                  |
| Nikolai Stepulov  | Boxeo              | Ligero (61 kg) M |
| August Neo        | Lucha libre        | 87 kg M          |
| Bronce            |                    |                  |
| Arnold Luhaäär    | Halterofilia       | +82,5 kg M       |
| Voldemar Väli     | Lucha grecorromana | 66 kg M          |
| August Neo        | Lucha grecorromana | 87 kg M          |